# عبد الوهاب معطر
عبد الوهاب معطر (صفاقس، 23 مارس 1952-)، محامي وسياسي تونسي عضو في حزب المؤتمر من أجل الجمهورية واشتغل في منصب وزير التجارة في حكومة علي العريض.

## نشأته وتعليمه
نشأ معطر في عائلة متواضعة، درس في معهد 15 نوفمبر 1955 بصفاقس ثم في كلية الحقوق بتونس حيث تحصل عام 1977 على اجازة في القانون العام وعام 1983 على ديبلوم الدراسات المعمقة اختصاص علوم سياسية. يحمل معطر أيضا ديبلوم إدارة من المدرسة القومية للإدارة بتونس (1975).

## حياته المهنية
اشتغل معطر بين 1977 و1978 بالشركة التونسية للتأمين وإعادة التأمين، ثم عمل كرئيس مصلحة النزاعات بالشركة القومية لاستغلال وتوزيع المياه بين 1979 و1980 فمديرا مساعدا بالوكالة التونسية للتعاون الفني بين 1980 و1984. امتهن المحاماة منذ 1984 كما درّس القانون الدستوري وحقوق الإنسان والعلاقات الدولية بكليٌات الحقوق بتونس وصفاقس بين 1984 و2011.

## النشاط الجمعياتي
جمعياتيا نشط معطر في المجلس الوطني للحريات والرابطة التونسية للدفاع عن حقوق الإنسان، كما شغل خطة نائب رئيس الجمعيّة الدوليّة لمساندة المساجين السياسيين. ساهم معطر أيضا في تأسيس مركز تونس لاستقلال القضاء والمحاماة وعمل كخبير متعاون مع المجلس الدولي لحقوق الإنسان بجنيف، وفي 1991 كان ضمن مجموعة المحامين التي رافعت أمام المحكمة العسكرية في قضية قادة حركة النهضة.

## النشاط السياسي
كان معطر ينتمي إلى تيار أقصى اليسار أثناء دراسته بالجامعة وبين 1984 إلى 1992 ناضل بالتجمع الاشتراكي التقدمي. عام 2001 ساهم في تأسيس المؤتمر من أجل الجمهورية وعلى عكس اغلب المؤسسين الذي تركوا الحزب ظل معطر ضمن الحلقة الضيقة التي واصلت انتمائها له إلى هروب زين العابدين بن علي. في أكتوبر 2011 فاز معطر بأحد مقاعد دائرة صفاقس 2 بعد حصوله على 13% من الأصوات. عين في ديسمبر 2011 وزيرا للتشغيل في حكومة حمادي الجبالي ورغم الانتقادات التي لاحقته في المنصب، عين في مارس 2013 كوزير للتجارة في حكومة علي العريض. ينتمي معطر إلى المكتب السياسي للمؤتمر من أجل الجمهورية بعد انتخابه فيه في المركز الأخير أثناء المؤتمر الثاني للحزب بـ51 صوت.

## الجدل حوله
كان معطر عرضة لعدة انتقادات منذ توليه الوزارة بما في ذلك من قيادات حزبه، فقد طالب عبد الرؤوف العيادي باستقالته على خلفية تورطه في قضية ربا فاحش  فيما دعى أمين عام المؤتمر السابق محمد عبو وزوجته النائبة سامية عبو إلى عدم مشاركته في الحكومة الجديدة. شكل كذلك تعيين ابنته ذكريات في ديوان وزيرة المرأة سهام بادي موضعا للاتهام بالمحاباة مما دفعها لاحقا إلى الاستقالة. ساهمت أيضا تصريحاته أن «التشغيل ليست من مشمولات وزارة التشغيل»  ودعوته لأصحاب الشهادات إلى «جمع الزيتون»  بتأليب عدة شرائح في الرأي العام التونسي عليه.